# Phytomyza araciocecis
Phytomyza araciocecis este o specie de muște din genul Phytomyza, familia Agromyzidae, descrisă de Erich Martin Hering în anul 1958.
Este endemică în Germania. Conform Catalogue of Life specia Phytomyza araciocecis nu are subspecii cunoscute.